# Meteor (rakéta)
A Meteor egy nagy hatótávolságú légiharc-rakéta, amelyet az MBDA fejleszt és gyárt. Szilárd tüzelőanyagú ún. ramjet hajtóművének köszönhetően hatótávolsága több mint 100 km is lehet. A rakéta aktív lokátoros rávezetést (ARH) használ a repülésének végső fázisban, ahol hajtóművének köszönhetően még jelentős energiatartaléka marad manőverek végrehajtására. Jelenleg hét ország alkalmazza  és négy repülőgéptípus tudja hordozni és indítani: JAS-39 Gripen, Rafale, Eurofighter Typhoon és a jövőben az F-35 Lightning II.
A Meteor rakéta a magyar légierő Gripen vadászrepülőinek arzenáljába is bekerül várhatóan.

## Kialakítása és jellemzői
A Meteor az egyik legfejlettebb nagy hatótávolságú légiharc-rakéta a világon. Különlegessége a hajtóművében rejlik: a szilárd tüzelőanyagú rakéta a levegő oxigénjét is hasznosítja úgynevezett ramjet hajtóművében, ami sokkal hosszabb égésidőt és nagyobb mozgási energiát biztosít számára a pályája végfázisában a hagyományos rakétahajtóművekhez képest. A legtöbb légiharc-rakéta hajtóműve ritkán működik 5-10 másodpercnél tovább és többnyire már nem biztosít tolóerőt a pályája végső fázisában, miközben minden forduló, manőver csökkenti a mozgási energiáját, sebességét és ezzel a találat valószínűségét is. Ennek köszönhetően lehetnek sikeresek a közeledő rakétákkal szembeni kitérő manőverek. Ha megtámadott repülőgép kellő számú és nagy g-terhelésű manőverekre készteti a rakétát, az akár teljesen elveszítheti mozgási energiáját, manőverező képességét, és végül lezuhan vagy bizonyos idő után megsemmisíti önmagát, amennyiben nem ér el találatot. 
Ezzel szemben a Meteor robotpilótája képes szabályozni az hosszú égésidejű hajtóművének tolóerejét, így „gazdálkodva” azzal annak érdekében, hogy a végső manőverek során is legyen elég mozgási energiája. A gyártó MBDA vállalat szerint rakétájuk rendelkezik a legnagyobb megsemmisítési zónával a világon és mozgási energiája háromszoros-hatszoros más típusokhoz képest.
A rakéta kétirányú adatkapcsolattal is rendelkezik, így az indító repülőgép pályakorrekciós adatokat tud biztosítani a számára. A rakéta képes harmadik féltől – például másik vadászrepülőtől vagy AWACS felderítőtől – is céladatokat fogadni. A rakéta visszafelé is képes információkat küldeni a hajtóműve helyzetéről, mozgási energiájáról, a cél befogásáról, stb.

A végfázisban a rakéta saját radarjával keresi meg és fogja be a célpontot a kalkulált találkozási pont közelében. A célponthoz érve csapódó vagy rádió-frekvenciás közelségi gyújtó indítja be a repesz-romboló harci részt.

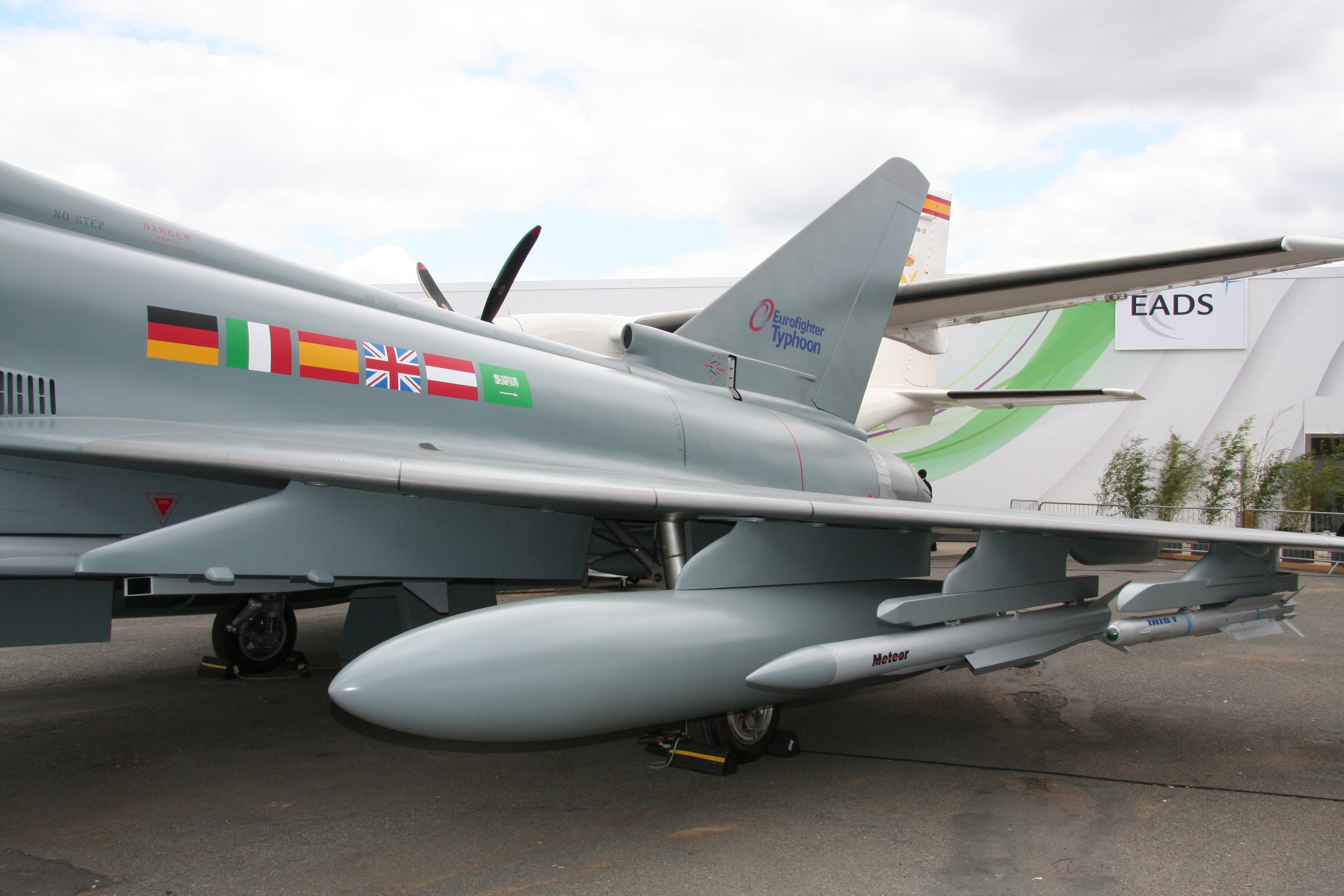
Meteor és IRIS-T rakéták egy Eurofighter Typhoonra függesztve
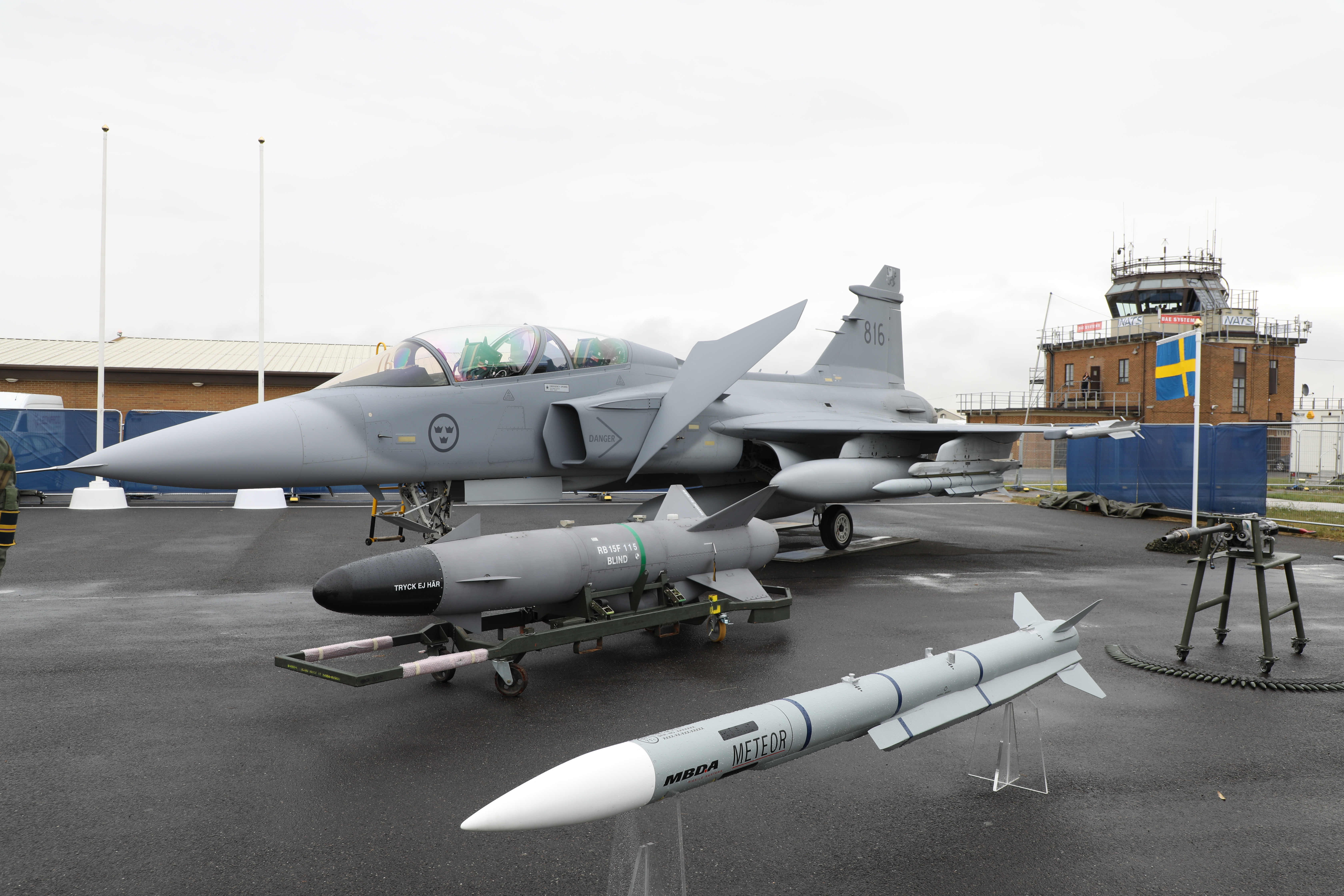
Meteor rakéta és egy RBS-15 robotrepülőgép egy Gripen előtt kiállítva
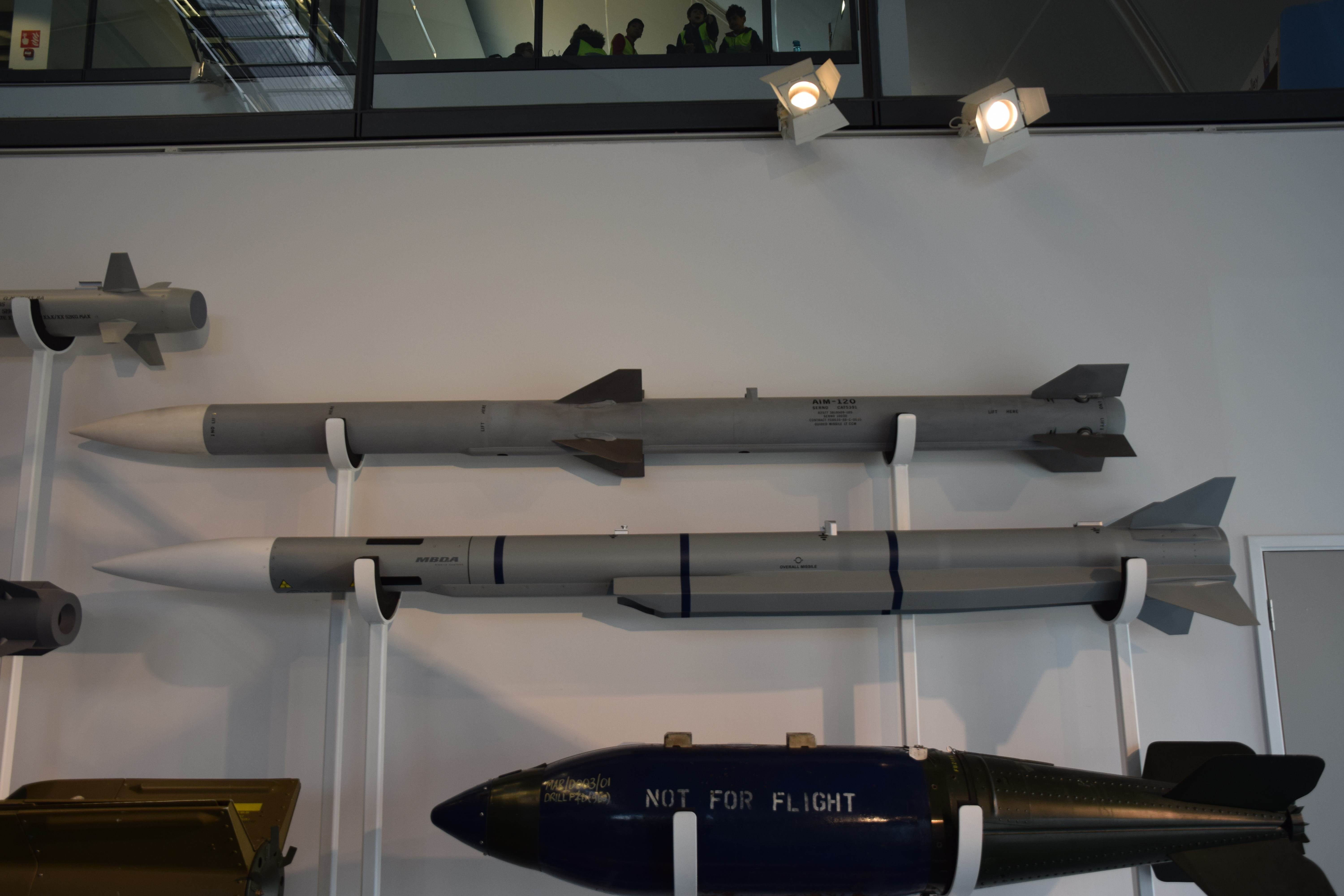
Meteor és amerikai konkurense: az AMRAAM (a felső állványon)
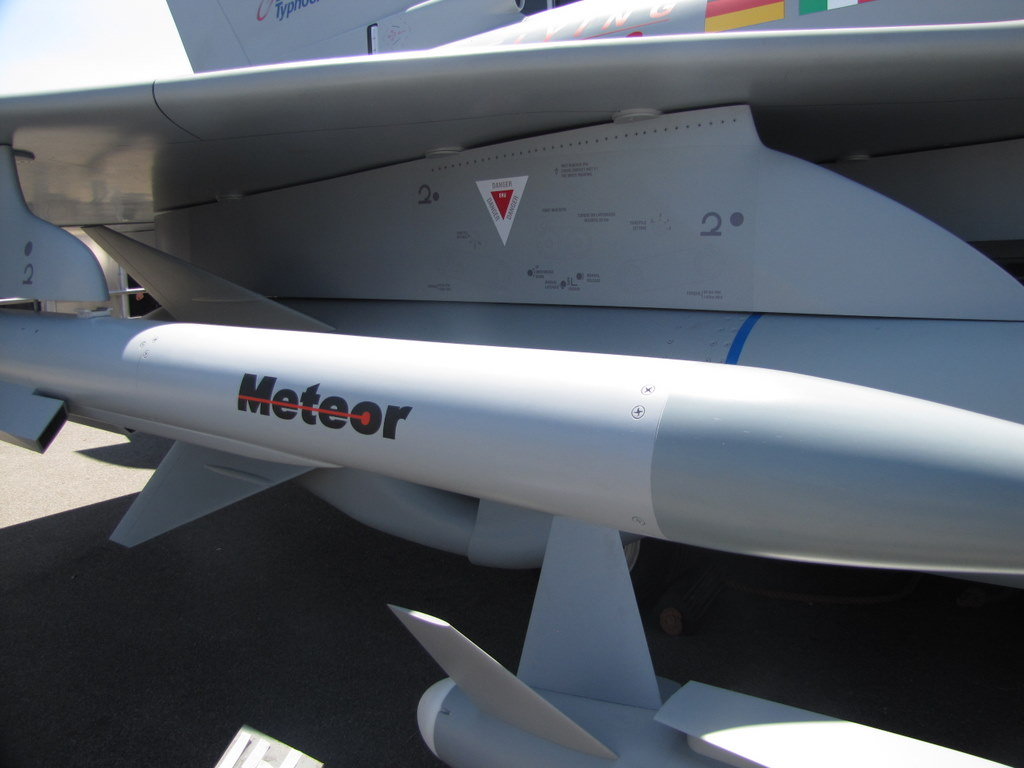
Meteor rakéta egy Eurofighter Typhoonon

## Alkalmazók

### Jelenlegi alkalmazók
- Brazília – F-39 Gripen repülőgépekhez rendszeresítve. A 36 Gripen repülőgép számára 100 db Meteor rakétát rendeltek.[4]
- Egyesült Királyság – Typhoon és F-35 repülőgépekhez rendszeresítve
- Franciaország – Rafale repülőgépekhez rendszeresítve
- Horvátország – Rafale repülőgépekhez rendszeresítve
- India – Rafale repülőgépekhez rendszeresítve
- Németország – Typhoon repülőgépekhez rendszeresítve
- Olaszország – Typhoon és F-35 repülőgépekhez rendszeresítve
- Spanyolország – Typhoon és EF-18 repülőgépekhez rendszeresítve
- Svédország – JAS-39 Gripen repülőgépekhez rendszeresítve

### Jövőbeni alkalmazók
- Dél-Korea – saját fejlesztésű KF-X repülőgépekhez lesz rendszeresítve[5]
- Görögország – Rafale repülőgépekhez lesz rendszeresítve[6]
- Magyarország – JAS-39 Gripen repülőgépekhez lesz rendszeresítve[2]
- Szaúd-Arábia – Typhoon repülőgépekhez lesz rendszeresítve
- Thaiföld – JAS-39 Gripen repülőgépekhez lesz rendszeresítve
- Katar – Typhoon repülőgépekhez lesz rendszeresítve